# Epacanthion enoploidiforme
Epacanthion enoploidiforme är en rundmaskart som först beskrevs av Gerlach 1953.  Epacanthion enoploidiforme ingår i släktet Epacanthion och familjen Enoplidae. Inga underarter finns listade i Catalogue of Life.